# Чэн Шуан
Чэн Шуан (кит. упр. 程爽, пиньинь Chéng Shuǎng; 11 февраля 1987, Гирин) — китайская фристайлистка, участник Олимпийских игр 2010 и 2014 годов.

## Биография
Фристайлом начала заниматься с девяти лет. Изучала физкультуру в Педагогическом колледже в Чанчуне.

## Достижения
- Чемпионат мира по фристайлу: золото в 2011 году в Дир Вэлли (США).[3]